# Giáo hội các Thánh hữu Ngày sau của Chúa Giêsu Kytô

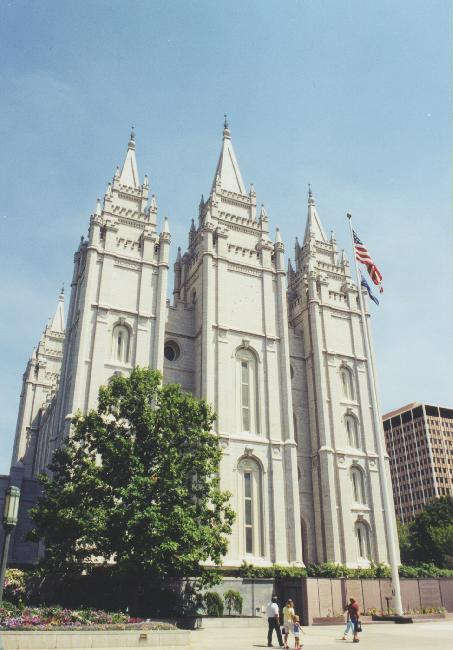
Đền thờ của Giáo hội Các Thánh hữu Ngày sau của Chúa Giêsu Kitô tại Quảng trường Đền thờ, thành phố Salt Lake, tiểu bang Utah, Hoa Kỳ

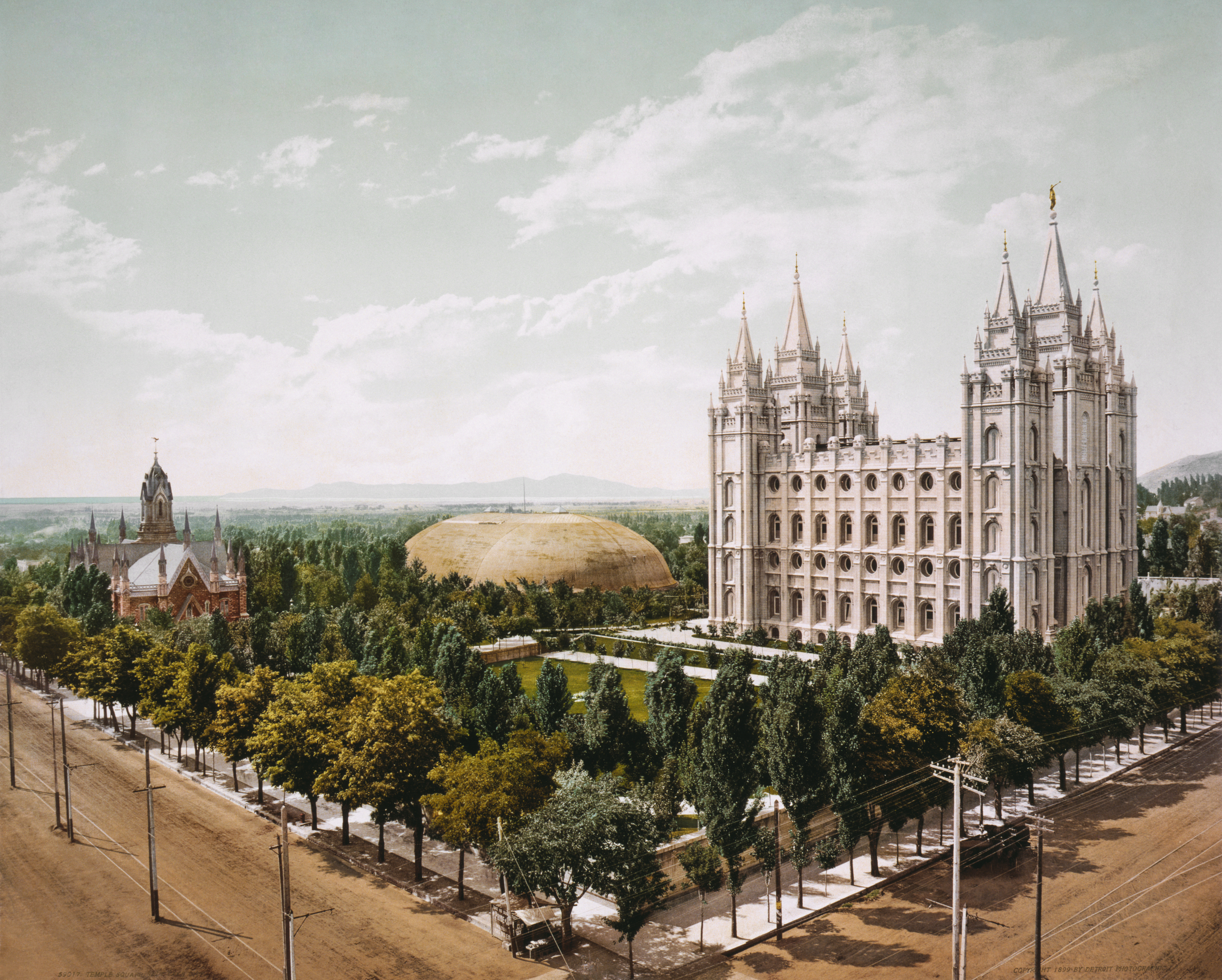
Quảng trường Đền thờ, ảnh khoảng năm 1898-1905, năm 1899, đây là một khu đất nằm ở trung tâm thành phố Salt Lake, tập trung rất nhiều công trình nổi tiếng của Giáo hội, như Đền Thờ Salt Lake, Salt Lake Tabernacle và Salt Lake Assembly Hall

Giáo hội các Thánh hữu Ngày sau của Chúa Giêsu Kitô (tiếng Anh: The Church of Jesus Christ of Latter-day Saints, viết tắt là LDS Church), còn được biết với tên Giáo hội Mặc Môn  (Mormon Church), là một giáo hội lớn và nổi tiếng nhất trong phong trào Thánh hữu Ngày sau (một hình thức của phong trào Phục hồi Kitô giáo). Trụ sở chính của giáo hội đặt tại thành phố Salt Lake, tiểu bang Utah, Hoa Kỳ.

## Đặc điểm
Một số đặc điểm chính của Giáo hội các Thánh hữu Ngày sau của Chúa:
- Có những người truyền giáo tình nguyện, phục vụ toàn thời gian trong vòng 18 tháng cho đến 2 năm để tích cực rao truyền phúc âm của Chúa Giêsu Kitô trên toàn cầu.
- Tin các vị tiên tri thời hiện đại, bắt đầu với Joseph Smith, Jr., và tiếp tục cho đến ngày nay với Russell M. Nelson
- Các tín hữu trong giáo hội này học hỏi phúc âm và tin rằng Kinh thánh, Sách Mặc Môn, Giáo Lý và Giao Ước và Trân Châu Vô Giá là những sách thánh.
- Họ tuân giữ chế độ ăn uống gọi là Lời thông sáng. Gồm có việc: kiêng rượu, thuốc lá, cà phê, ma túy hoặc các chất gây nghiện làm hại đến sức khỏe nhưng những thức uống nhẹ có chứa caffein thì tuỳ từng cá nhân.
- Tin Đức Chúa Cha, Đức Chúa Con và Đức Thánh Linh tồn tại như ba nhân vật riêng biệt.
- Những tín hữu sống xứng đáng và đã tiếp nhận giáo lễ Thiên Ân sẽ mặc lễ phục Đền Thờ bên dưới trang phục hằng ngày.
- Làm lễ hôn phối cho thời vĩnh cửu trong đền thờ qua quyền năng và thẩm quyền của chức tư tế từ Chúa.
- Thực hiện phép báp têm cho người chết (người sống làm thay cho người chết chưa có cơ hội nghe phúc âm)[6] và các giáo lễ cho tổ tiên theo phả hệ của những tín hữu đang sống.

## Lịch sử
Joseph Smith, Jr., người được các tín hữu trong Giáo hội xem như một vị tiên tri của ngày sau, đã cùng 5 cộng sự của mình, đã thành lập giáo hội vào ngày 6 tháng 4 năm 1830, với con số tín hữu gồm 56 nam và nữ tại Fayette, New York. Ban đầu, giáo hội mang tên là Giáo hội của Chúa Giêsu Kitô (Church of Jesus Christ), với ý nghĩa do niềm tin vào sự phục hồi của giáo hội nguyên thủy. Cũng trong năm này, "Sách Mặc Môn: Một Chứng Thư Khác Về Chúa Giêsu Kitô", một trong những sách thánh của Giáo hội được xuất bản.
Bốn năm sau, vào tháng 4 năm 1834, giáo hội được đổi tên thành Giáo hội Các Thánh Hữu Ngày Sau (Church of the Latter Day Saints). Các tín hữu cho rằng việc đổi tên này là để phân biệt giáo hội của họ là một giáo hội của thời kỳ sau cùng, ngay trước ngày tái lâm của Đấng Kitô, với giáo hội của Tân Ước. Đến tháng 4 năm 1838, giáo hội một lần nữa đổi tên, thành Giáo hội Các Thánh Hữu Ngày Sau Của Chúa Giêsu Kitô (The Church of Jesus Christ of Latter Day Saints).
Tuy nhiên, cũng trong khoảng thời gian đó, các tín đồ Kitô giáo cho rằng với những giáo lý, nguyên tắc và tập tục đa thê, họ cho rằng đây chỉ là một giáo phái tà đạo. Họ thường sử dụng tên gọi Mặc Môn (Mormon) để chỉ giáo hội này và các tín hữu của họ với ý nghĩa miệt thị. Tuy nhiên, danh xưng "người Mặc Môn" đến thế kỷ 20 cũng được chấp nhận dùng rộng rãi bên trong giáo hội, bên cạnh danh xưng "Thánh hữu Ngày sau". Một số người quan sát bên ngoài xếp họ là một giáo phái Tin Lành, trong khi những người khác lại không thừa nhận đức tin của Giáo hội các Thánh Hữu Ngày Sau thuộc Kitô Giáo.
Như trong tên gọi, các tín hữu của giáo hội tin rằng Chúa Giê Su là Đấng lãnh đạo giáo hội và các tín hữu là những Thánh hữu của Ngài ở thời kỳ hiện tại và không xem mình thuộc về các truyền thống Chính Thống giáo, Công giáo hay Tin Lành. Giáo lý của giáo hội này nêu ra rằng Giáo hội Các Thánh Hữu Ngày Sau của Chúa Giêsu Kitô là cùng một giáo hội nguyên thủy mà Chúa Giê Su đã tổ chức khi còn tại thế.
Giáo hội Các Thánh Hữu Ngày Sau của Chúa Giêsu Kitô nhanh chóng phát triển bởi tính chất đơn giản và lòng nhiệt thành truyền giáo của các tín hữu. Sau đó, trong 2 năm 1843 và 1844, Joseph Smith, Jr., người cũng được các tín hữu xem như một vị tiên tri của ngày sau, đã chỉ định và thiết lập ra Nhóm Túc số Mười hai Vị Sứ đồ (Anointed the Quorum of the Twelve Apostles) để lãnh đạo giáo hội.
Giáo hội các Thánh hữu Ngày sau của Chúa Giêsu Kitô và các tín hữu đã thường xuyên gặp phải sự cấm đoán, ngược đãi của chính quyền và dân chúng tại một số tiểu bang của Hoa Kỳ, trong đó nghiêm trọng nhất là lệnh từ Thống đốc Missouri. Ngày 27 tháng 6 năm 1844, vào khoảng 5 giờ chiều, một đám đông người bôi đen mặt và có vũ trang đã tấn công vào ngục thất Carthage, Illinois, và sát hại vị tiên tri Joseph Smith, khi ông mới 38 tuổi, và tộc trưởng Hyrum Smith.
Mặc dù vậy, Nhóm Túc số Mười hai Vị Sứ đồ, đứng đầu bởi Brigham Young, đã kế tục điều hành giáo hội trong khoảng thời gian đó. Brigham Young đã lãnh đạo một số lớn các tín hữu, còn được gọi là "Những người Mặc Môn tiên phong" (Mormon pioneers), để đi về vùng đất hứa, một nơi rộng lớn không được chỉ định trước ở phía tây. Cuối cùng, họ đã dừng lại và xây dựng vùng đất hứa cho mình tại một nơi mà ngày nay bao gồm bang Utah và các phần của Arizona, California, Nevada, Idaho và Wyoming.
Vùng đất ban đầu được đặt tên là bang Deseret, thành lập năm 1849. Năm 1851, Brigham Young đã đăng ký tên chính thức của giáo hội là The Church of Jesus Christ of Latter-day Saints, tức Giáo hội các Thánh hữu Ngày sau của Chúa Giêsu Kitô với một dấu gạch nối và một chữ "d" viết thường.
Tuy vậy, sự cấm đoán đối với giáo hội này cũng không vì thế mà giảm đi. Năm 1887, Đạo luật Edmunds–Tucker được thông qua, quyết định giải thể Giáo hội các Thánh hữu Ngày sau của Chúa Giêsu Kitô với lý do vì tục đa thê của các nam tín hữu trong Giáo hội. Vào kỳ Đại hội Trung ương Bán Niên của Giáo hội lần thứ 61, ngày 6 tháng 12 năm 1890, tiên tri thứ tư Wilford Woodruff đã gửi bản tuyên ngôn đến tất cả tín hữu với thông điệp về việc chấp dứt tập tục đa thê theo như điều mà ông cho là mặc khải nhận được từ Chúa vì sự an nguy của các Thánh Hữu và sự phát triển của giáo hội.
Năm 1978, Đạo luật Edmunds–Tucker được bãi bỏ. Giáo hội các Thánh hữu Ngày sau của Chúa Giêsu Kitô trở thành một giáo hội chính thức, phát triển khắp nơi trên thế giới và gần như một tôn giáo lớn thứ 4 tại Hoa Kỳ.

## Ngày nay
Tính đến ngày 31 tháng 12 năm 2010, bản thống kê của giáo hội này cho biết đã có 2.896 giáo khu, 340 phái bộ truyền giáo, 614 giáo hạt, 28.660 tiểu giáo khu và chi nhánh. Có 52.256 người truyền giáo phục vụ trên khắp thế giới. Tổng số tín hữu của Giáo hội này là 14.131.467 và trong đó có 120.528 trẻ em mới được ghi danh vào hồ sơ và 272,814 tín hữu mới chịu phép báp têm (lễ rửa tội). Đây là tôn giáo lớn thứ tư ở Hoa Kỳ. Báo cáo này bao gồm những người đã chịu phép báp têm của giáo hội cho dù họ có tham dự hoặc tự xem là thành viên của giáo hội hay không. Theo "Khảo sát định danh tôn giáo Hoa Kỳ" năm 2001, ước tính có khoảng 2,8 triệu người lớn theo đạo Mặc Môn tại Hoa Kỳ.
Giống với tất cả giáo hội Kitô giáo khác, nhà thờ là nơi thờ phượng, tất cả mọi người đều có thể đến để tham quan, sinh hoạt, tham dự lễ Tiệc Thánh và các lớp học thánh thư để hướng về Cha Thiên Thượng. Ngoài ra, Giáo hội các Thánh hữu Ngày sau của Chúa Giêsu Kitô còn xây dựng nên những kiến trúc đặc biệt và thiêng liêng được gọi là đền thờ và xem là "Ngôi Nhà của Chúa". Các nghi lễ tôn giáo thiêng liêng đều được thực hành tại đây. Khách tham quan hoặc tín hữu không có giấy giới thiệu vào đền thờ đều không thể vào tham dự hoặc thực hiện những nghi lễ tôn giáo bên trong đền thờ. Tuy nhiên, họ có thể tham quan khung cảnh bên ngoài đền thờ và thăm "Khu trung tâm dành cho khách thăm viếng" (Visitors' Center).